# أولغا (أميرة)
الأميرة اولغا هي أميرة روسيا الكييفية. بدأت تحكم في سنة 945 بعد موت زوجها إيغور.

## سيرتها وابان حكمها
تولت الأميرة أولغا زمام السلطة في كييف بعد اغتيال زوجها إيغور بن روريك عام 945 وصيةً على ابنها سفياتوسلاف الوريث الشرعي البالغ من العمر 3 سنوات. ولم يهتم سفياتوسلاف لدى بلوغه سن الرشد بتسيير شؤون الدولة في كييف، حيث ظل منشغلاً بحملات عسكرية خارج البلاد. لذلك بقي الحكم الفعلي في يد الأميرة أولغا.
لم يعرف أحد من اين تنحدر الأميرة أولغا، كما لم يعرف تاريخ ولادتها. ويقول بعض الأسفار التاريخية ان الأمير إيغور عثر عن زوجته أولغا في مدينة بسكوف (شمال غرب روسيا). فيما تشير بعض المصادر البلغارية انه جاء بزوجته اولغا من مدينة بليسكوف البلغارية. في حين ان اسمها يدل على أصلها الإسكندينافي.
اتصف حكم اولغا بانتقامها من افراد قبيلة الدريفليان لقتلهم زوجها ايغور.
وتذكر أسفار الازمنة الغابرة الروسية ان أولغا انتقمت من الدريفليان 4 مرات، حين أمرت أولا بدفن سفرائهم أحياءً، وثانياً بحرق رجلين منهم في نار الحمام كانا يعتزمان الزواج منها، وثالثاً بحرق عاصمتهم مدينة اسكوروستين. ويعتبر نظام جنى الضرائب الذي طبقته الأميرة اولغا من أبرز انجازات حكمها.
ويعتقد المؤرخ الروسي البارز سيرجي سولوفيوف (القرن التاسع عشر) ان آثار نشاطها الإداري والاقتصادي لم تتجل في امارتي نوفغورود وكييف فحسب، بل وفي كافة الإمارات الروسية الأخرى.
توفيت الأميرة اولغا عام 969.

## تبنيها للمسيحية
واشتهرت اولغا بكونها أميرة حكيمة اعتنقت عام 955 المسيحية. وتم تعميدها في القسطنطينية وحملت اسم «يلينا» المسيحي، الامر الذي أثر فيما بعد على خيار حفيدها فلاديمير الذي تقبل المذهب الشرقي الأرثوذكسي للدين المسيحي وقام في عهده بتعميد الشعب الروسي كله وباعتناقه الأرثوذكسية.

## حب امبراطور اليونان لها
كانت الأميرة اولغا ارملة ووقع امبراطور اليونان بحبها كثيرا وطلب منها الزواج ولكنها لم تعجب بالإمبراطور وتحبه ولم ترغب بالبقاء والعيش في اليونان، فهي تريد العودة لروسيا لذلك كانت تحتال عليه فقالت له «انا سوف اتزوجك بعد ان أصبح مسيحية اولا لأنك مسيحي وانا لا ازال وثنية» وكان الإمبراطور أحد اباء المعمدين لذلك قالت له «انا ساكون جدا سعيدة ان تزوجتك وأصبحت زوجتك لكن أنت بمثابة ابي الذي عمدني وأنت لا تستطيع أخذ اختك كزوجة لك» وبذلك لم يستطع الزواج منها رغم حبه الكبير لها.

## معرض صور

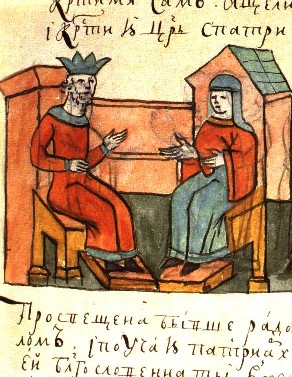
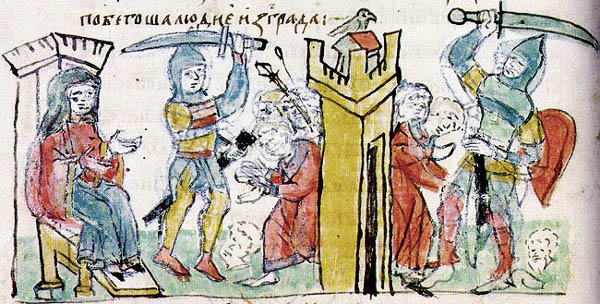
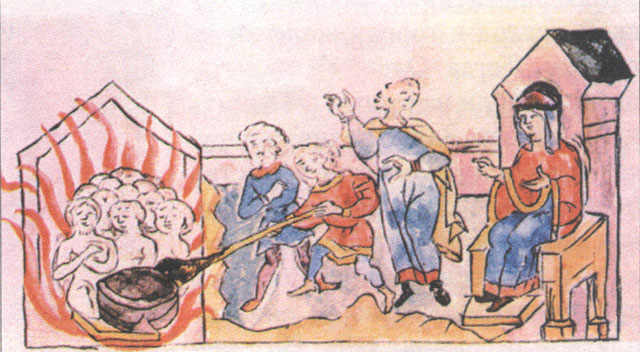